# 安東尼·泰萊
安東尼·泰萊（英語：Anthony Taylor，1978年10月20日—），英格蘭足球球證，現時為英超執法球證，但泰萊的執法卻被屢次批評。
在2013/14球季英超阿仙奴以1:3不敵阿士東維拉的賽事中，爭議地將哥斯尼逐出場並判給維拉一個十二碼，在賽事中多次不利阿仙奴的判決亦飽受爭議。
在2017/18及2019/20英格蘭足總盃由阿仙奴對車路士的兩屆決賽中，亦在賽事中作出多次不利車路士的判決，包括誤判紅牌、漏判紅牌等。
在2022/23球季英超曼聯主場對修咸頓的賽事中，爭議地將卡斯米路直接紅牌趕出場。不過同時加拿祖帶球進入禁區時被鏟傷，安東尼泰萊卻沒有任何表示而備受爭議。最後加拿祖需要持拐杖離開球場並養傷一段時間，證明修咸頓球員與其有非常明顯的接觸。

## 外部連結
- 英超球證